# 第一次インディペンデンスの戦い
第一次インディペンデンスの戦い（だいいちじインディペンデンスのたたかい、英: First Battle of Independence）は、南北戦争の1862年8月11日に、ミズーリ州ジャクソン郡のインディペンデンス市内で起こった比較的小さな戦闘である。この戦いに勝利した南軍は数日間ジャクソン郡地域を支配し、その間に徴兵担当が活動を完了できた。
なお、第二次インディペンデンスの戦いは1864年に発生しており、このときも南軍が勝利した。

## 背景
1862年夏、南軍とミズーリ州軍の多くの徴兵担当がアーカンソー州から北のミズーリ州に派遣され、激減していたミシシッピ圏軍の兵士を補充しようとした。そのような派遣者には、ジョー・シェルビー大尉、バード・コックレル大佐、ジョン・T・コフィ大佐、アプトン・ヘイズ、ジョン・チャールズ・トレイシー、ジョン・T・ヒューズ、ギデオン・W・トンプソン、デウィット・C・ハンター等がいた。
様々なゲリラやブッシュワッカーは、ウィリアム・クァントリル等の下にミズーリ州で集まり、これら徴兵担当が地域で活動するのを助けていた。例えば、アプトン・ヘイズには、クァントリルの下につく残忍で知られるジョージ・トッドの指揮する30名が援助していた。8月1日までにヘイズは150名の兵士と共にリーズ・サミット近くに宿営していた。その後の数日間でさらに多くの南軍兵が地域に入り続けた。
一方北軍はジャクソン郡の郡庁所在地インディペンデンスに宿営していた。ジェイムズ・T・ビューエル中佐が指揮していた。ミズーリ州のこの地域にある多くの町と同様、インディペンデンス住民の中には南北両軍への同調者が多く混ざっていた。
南軍のヒューズ大佐はその故郷であるクリントン郡周辺で徴兵するためにミズーリ川を越えるつもりでいた。ヒューズとギデオン・トンプソンが75名の兵と共にヘイズの宿営地に到着した。その後、他にクァントリルと共に25名も到着した。士官達が集まった。弾薬が乏しいので、その徴兵活動を活気づけるためにも戦いに勝利する必要があり、ビューエルが攻撃してくる前にその部隊を急襲することにした。南軍の攻撃の前日に、コール・ヤンガーなどがうまく町の様子を探って来た。
ビューエル中佐の方では士官の一人であるブレッキンリッジ大尉を11日間の斥候に派遣したが、何も見つけられなかった。しかし、ビューエルはヘイズの宿営地には気付いており、攻撃の準備をしていた。8月10日夜、市民数人がビューエルに市への敵の襲撃が迫っていると警告した。北部側住人の多くが既に逃亡していた。ビューエルはこの警告を無視したが、部下の士官であるロードウォルド大尉はそうではなかった。
北軍は三か所に陣取っていた。岩壁に近い宿営地、ビューエルの作戦本部として機能する銀行、および郡監獄だった。

## 戦闘
ゲリラ指導者のウィリアム・クァントリルを含むジョン・T・ヒューズ大佐の南軍が、2列に分かれて別々の道を進み、夜明け前にインディペンデンスの町を攻撃した。彼らは町を抜けて北軍宿営地まで進み、眠っていた兵士達に破壊的な一斉射撃を見舞った。ブレッキンリッジ大尉が降伏を進言したが、ジェイコブ・アックスライン大尉は岩壁と近くの溝の背後に戦列を作らせた。その間に南軍兵は宿営地を荒らして弾薬を探していた。南軍兵は何度かアックスラインの壁に対して攻撃を掛けたが、そこを落とせなかった。ここでヒューズ大佐が戦死し、トンプソンとヘイズも負傷した。
ビューエル中佐は作戦本部に使っていた銀行ビルで、その部隊の一部を使って抵抗しようとしていた。隣接する建物に火を点けられた後で、降伏を強制された。休戦の旗の下にビューエルは、既に戦死したヒューズ大佐に代わった南軍の新しい指揮官ギデオン・W・トンプソンとの会合を手配した。ビューエルは降伏し、その部下約150名が仮釈放された。残りは逃亡するか隠れるか、あるいは殺された。

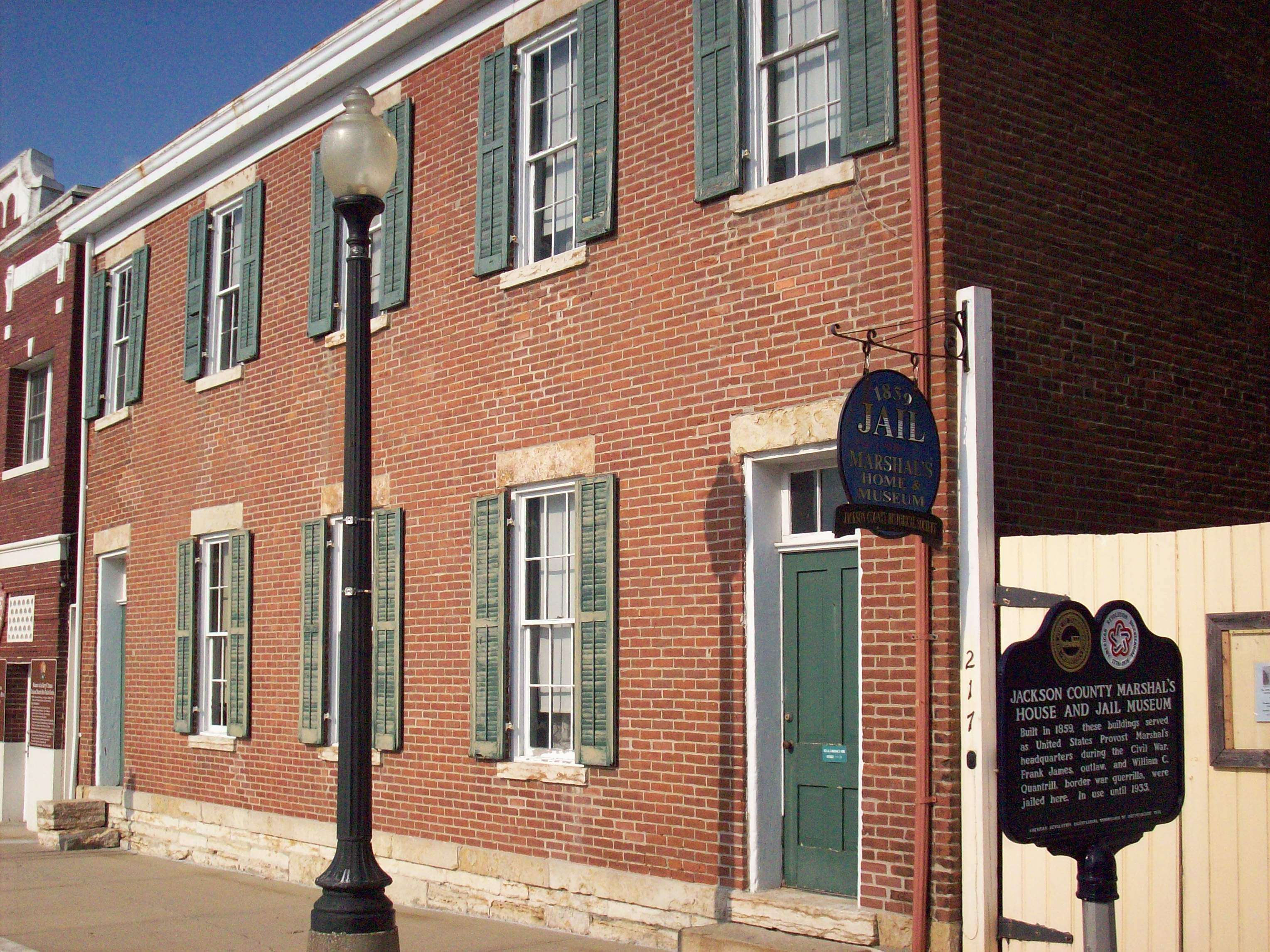
1859年建設のインディペンデンス監獄、第一次インディペンデンスの戦いでジョージ・トッドが殺人を犯した場所

## ジョージ・トッドが犯した殺人
監獄を守っていた北軍兵はあっという間に圧倒されてしまうと認識し、一斉射撃を行った後に逃亡した。南軍ゲリラ指導者ジョージ・トッドは監獄に捉われていた囚人を逃がした。その中には市民の乱暴者を殺害した廉で投獄されていた市保安官のジェイムズ・ノウルズも交じっていた。トッドはミズーリ州兵第2騎兵大隊のアーロン・トマス大尉も捕まえた。ノウルズはそれ以前の戦いでトマスの部隊を誘導し、トッドの部隊を急襲して数名を殺害するという成功を収めたことがあった。トッドのその部下は即座にノウルズとトマスを処刑した。ジョージ・トッドは1864年の第二次インディペンデンスの戦いで戦死することになった。

## 損失と戦闘の後
第一次インディペンデンスの戦いは北軍に344名の損失を出させた。南軍の損失は不明である。
インディペンデンスに駐在していた北軍兵の大半が捕虜になり、数少ない兵士の集団が逃亡できた。しかし南軍の勝利にも代償を伴い、経験を積んだ士官10名が死んだ。その中にはジョン・T・ヒューズ大佐がいた。またヘイズ大佐とトンプソン大佐も負傷した。南軍はその日の午後遅くに町を離れたが、数日間は近くに留まっていた。ヘイズは4日後に別の南軍部隊と協調して、ローンジャックに到着した北軍部隊を攻撃し、勝利した（ローンジャックの戦い）。
南軍はインディペンデンスで勝利したが、それを意義ある形勢にまで持って行けなかった。南軍はジャクソン郡地域を支配していたが、長くは続かなかった。
ビューエル中佐の敗北と、著名市民から攻撃が迫っていると警告されたものを聞き入れなかったことは広く非難された。戦いに先立つ11日間でブレッキンリッジ大尉がいかなるゲリラも見つけられなかったこと、さらに直ぐに降伏を望んだことは、不名誉なことと見なされた。両人は軍法会議に掛けられ、捕虜になった兵士は兵役解除された。2人の士官が部下の兵士と共に解任されたので、最終的に軍法会議からは何も得られなかった。
1864年6月3日、アックスライン大尉がヒックマンミルズの家に向かっている途中で、ゲリラに殺された（ジョージ・トッドの部隊だった可能性がある）。
1864年10月、同じインディペンデンスで、第二次インディペンデンスの戦いが起こった。これはスターリング・プライス将軍のミズーリ襲撃作戦の一部だった。プライスの部隊はその後のウェストポートの戦いで大敗した。

## 参戦した部隊
北軍  ジェイムズ・T・ビューエル中佐
- ミズーリ第7騎兵隊（B中隊とD中隊） - ジェイムズ・ブレッキンリッジ大尉、ジェイムズ・M・バンス中尉
- ミズーリ州兵第2騎兵大隊（B中隊、D中隊とE中隊） -  ジェイコブ・アックスライン大尉、フランクリン・コクラン大尉、アーロン・トマス大尉
- ミズーリ州兵第6連隊（1個中隊） - W・H・ロードウォルド大尉

南軍 ジョン・T・ヒューズ大佐（准将格）
- ヒューズの新徴兵兵士
- ヘイズの連隊
- クァントリルのゲリラ